# Пейдж (Західна Вірджинія)
Пейдж (англ. Page) — переписна місцевість (CDP) в США, в окрузі Фаєтт штату Західна Вірджинія. Населення — 152 особи (2020).

## Географія
Пейдж розташований за координатами 38°3′4″ пн. ш. 81°16′25″ зх. д. / 38.05111° пн. ш. 81.27361° зх. д. (38.051075, -81.273597).  За даними Бюро перепису населення США в 2010 році переписна місцевість мала площу 1,15 км², з яких 1,13 км² — суходіл та 0,02 км² — водойми.

## Демографія
Згідно з переписом 2010 року, у переписній місцевості мешкали 224 особи в 94 домогосподарствах у складі 62 родин. Густота населення становила 195 осіб/км².  Було 112 помешкання (98/км²).
Расовий склад населення:
| - 95,1 % — білих - 2,7 % — чорних або афроамериканців - 0,4 % — корінних американців |

До двох чи більше рас належало 1,8 %. Частка іспаномовних становила 1,8 % від усіх жителів.
За віковим діапазоном населення розподілялося таким чином: 25,9 % — особи молодші 18 років, 61,6 % — особи у віці 18—64 років, 12,5 % — особи у віці 65 років та старші. Медіана віку мешканця становила 41,0 року. На 100 осіб жіночої статі у переписній місцевості припадало 94,8 чоловіків;  на 100 жінок у віці від 18 років та старших — 97,6 чоловіків також старших 18 років.
За межею бідності перебувало 21,1 % осіб, у тому числі 0,0 % дітей у віці до 18 років та 0,0 % осіб у віці 65 років та старших.
Цивільне працевлаштоване населення становило 37 осіб. Основні галузі зайнятості: освіта, охорона здоров'я та соціальна допомога — 40,5 %, сільське господарство, лісництво, риболовля — 21,6 %, транспорт — 18,9 %, публічна адміністрація — 18,9 %.